# Ecaudatus
Ecaudatus là một chi nhện trong họ Salticidae.